# Élections fédérales suisses de 1902
Les élections fédérales suisses de 1902 se sont déroulées le 26 octobre 1902. Ces élections permettent d'élire au système majoritaire les 167 députés (+20 par rapport aux dernières élections répartis sur 49 arrondissements électoraux (-3 par rapport aux élections précédentes) eux-mêmes répartis sur les 22 cantons, siégeant au Conseil national (chambre basse), pour une mandature de trois ans.
Ces élections sont réglées par la nouvelle Loi fédérale concernant les arrondissements pour les élections des membres du Conseil national du 4 juin 1902 qui fait suite au recensement fédéral de la population de 1900. On dénombre désormais 20 députés de plus dont la répartition est la suivante :
+5 pour le canton de Zurich, +2 pour chaque canton de Bâle-Ville, Berne, Genève, Saint-Gall et de Vaud et +1 pour chaque canton de Neuchâtel, Soleure, du Tessin, de Thurgovie, et du Valais.
Le corps électoral composé de citoyens ayant droit de cité élit désormais directement les membres du Conseil des États dans les cantons d'Appenzell Rhodes-Extérieures, d'Appenzell Rhodes-Intérieures, de Glaris, de Nidwald et d'Obwald et d'Uri (à travers la Landsgemeinde), et à l'urne dans les cantons de Bâle-Campagne, de Bâle-Ville, de Genève, des Grisons, de Schwytz, de Soleure, du Tessin, de Thurgovie, de Zoug et de Zurich. Dans les 6 autres cantons, les élections au Conseil des États sont quant à elles toujours non régulées et certains cantons ont renouvelé leurs Sénateurs parfois plusieurs fois sur les trois années écoulées. Dans ces 6 autres cantons, les Conseillers aux États continuent d'être élus, nommés ou désignés par les Grands Conseils, et ce à des dates variables. 

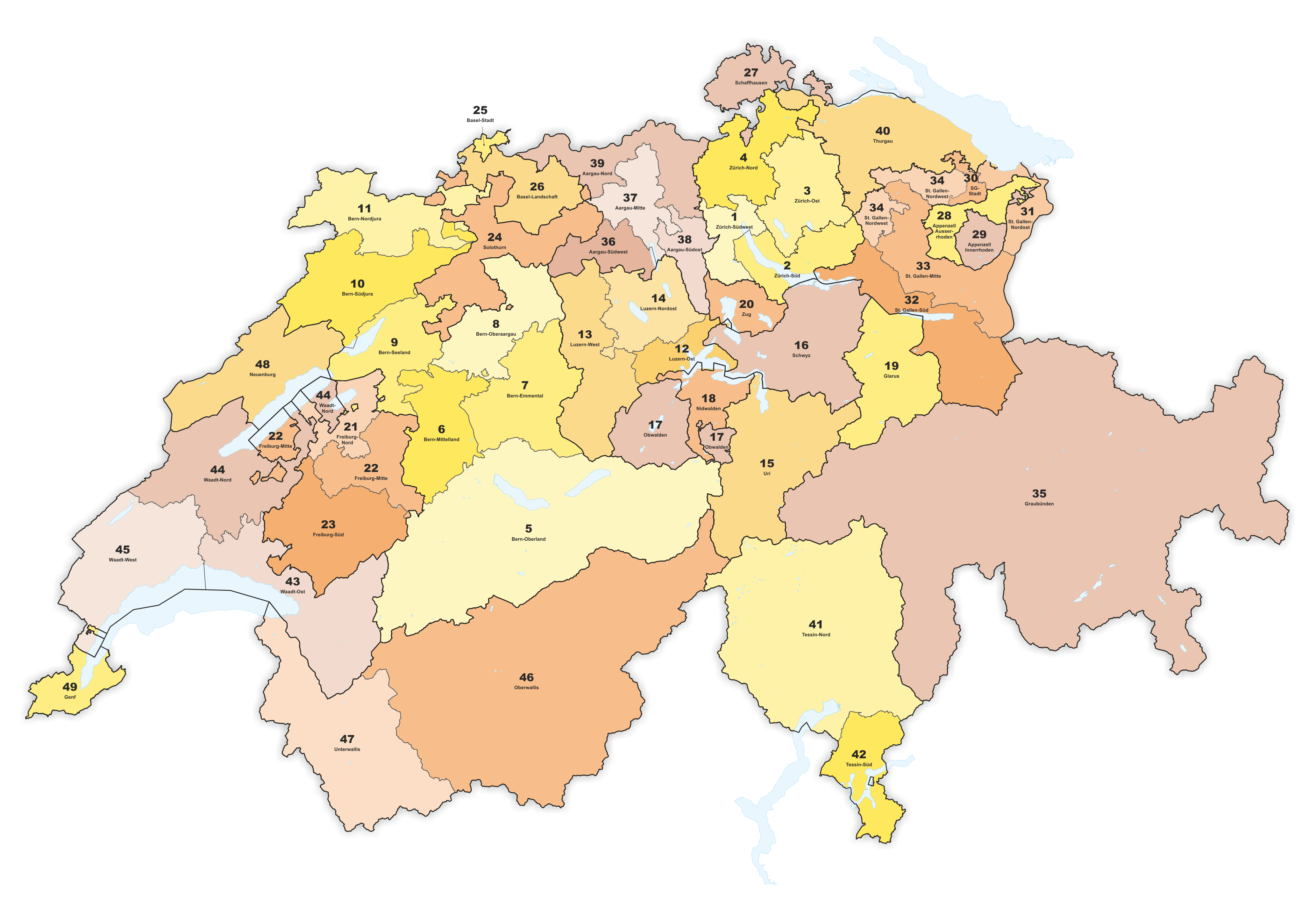
Les 49 circonscriptions des 19e, 20e et 21e Législatures fédérales (1902-1907).

Le 4 novembre 1900, l'Initiative populaire « Élection proportionnelle pour les membres du Conseil national » fut rejetée par 59,1 % des voix. Le PRD avait fait campagne en affirmant que la «représentation proportionnelle volontaire» (à savoir qu'un parti majoritaire laisse volontairement dans une circonscription un ou plusieurs sièges à l'opposition) était significativement plus efficace afin d'atteindre l'objectif souhaité des partis minoritaires. Cependant, la minorité étant entièrement dépendante de la bonne volonté de la majorité, les Radicaux revinrent sur leur position. 
Le PRD perd de plus en plus sa base progressiste et gagne petit à petit une base électorale bourgeoise. Pour cette base électorale bourgeoise, les Radicaux sont les mieux à même de diriger et de contrôler l'État en l'absence d'une réelle alternative proposée par leurs opposants, constat évidemment non partagé par la gauche et la droite. De plus, sous l'implantation et l'organisation de plus en plus solide du mouvement agrarien, le mouvement ouvrier décide lui aussi de renforcer son organisation interne. En septembre 1901, le Parti socialiste suisse et la Société du Grütli avaient d'ailleurs fusionné lors de l'événement qu'on appelle «Les noces de Soleure». Plusieurs grèves d'avant élections conduisent à accuser les socialistes d'avancer couverts afin de faire progresser l'anarchisme Internationaliste. Des affrontements particulièrement violents provoquèrent une grève générale à Genève en octobre 1902, grève interrompue uniquement par une intervention de l'armée. À droite, les conservateurs catholiques étaient encore trop peu audibles tant différents courants s'opposent et s'affrontent.
Pour la dix-neuvième fois consécutive et ce depuis 1848, le Parti radical-démocratique (centre-gauche), remporte le scrutin fédéral avec 100 sièges (+16) et dépasse la moyenne avec 50,4 % des voix (+0,7 %). Ce sont à nouveau les vainqueurs incontestables de ces élections, en remportant tant le vote populaire que le nombre de sièges, et conservent ainsi la majorité absolue gagnée en 1881. Le Parti socialiste suisse obtient quant à lui 7 sièges (+3) et avec 12,6 % des voix (+3 %), il obtient la meilleure progression en nombre de voix. Il dépasse désormais le Parti démocratique.
Ces élections ont débouché sur la 19e Législature qui s'est réunie pour la première fois le 1er décembre 1902.
Sur les 760 252 hommes âgés de 20 et plus et ayant droit de cité, 431 670 d'entre eux prirent part à ce scrutin, ce qui représente un taux de participation de 56,8% (+2,3 %).
Le taux de participation le plus élevé est dans le canton de Schaffhouse où le vote obligatoire fait déplacer 85,8 % du corps électoral (-0,6 %). À l'inverse, dans le canton d'Obwald, seulement 21,4 % du corps électoral prend part au vote.

## Législature 1902 - 1905
Les liens (et couleurs) renvoient sur les partis héritiers actuels.
|  | Formations («Partis»)        | Sigles | Tendances politiques            | Sièges au CN | Sièges au CE † |
|  | ---------------------------- | ------ | ------------------------------- | ------------ | -------------- |
|  | Parti radical-démocratique   | PRD    | radical, centre-gauche          | 100          | 24             |
|  | Parti populaire catholique   | PPC    | conservateur catholique, droite | 35           | 16             |
|  | Libéraux Modérés             | LM     | libéral, centre                 | 20           | 1              |
|  | Parti socialiste             | PSS    | socialiste                      | 7            | -              |
|  | Parti démocratique           | DEM    | progressiste, gauche            | 4            | 1              |
|  | Parti populaire bernois (BE) | PPB    | conservateur réformé, ex-droite | 1            | -              |
|  | Vacant                       | -      | n/a                             | -            | 2              |

† Les élections au CE étant du ressort des cantons, les chiffres ne reflètent que les apparentements lors de la première journée de la Législature.

## Résultats au Conseil national dans les cantons
| Canton             | Total | Parti socialiste | Parti démocratique | Parti radical-démocratique | Libéraux Modérés | Parti populaire bernois | Parti populaire catholique |
| ------------------ | ----- | ---------------- | ------------------ | -------------------------- | ---------------- | ----------------------- | -------------------------- |
| Zurich             | 22    | 3 (+2)           | 1 (-1)             | 14 (+6)                    | 4 (-2)           | -                       | -                          |
| Berne              | 29    | -                | -                  | 24                         | 2                | 1 (+1)                  | 2 (+1)                     |
| Lucerne            | 7     | -                | -                  | 4 (+2)                     | -                | -                       | 3 (-2)                     |
| Uri                | 1     | -                | -                  | -                          | -                | -                       | 1                          |
| Schwytz            | 3     | -                | -                  | -                          | -                | -                       | 3                          |
| Nidwald            | 1     | -                | -                  | -                          | -                | -                       | 1                          |
| Obwald             | 1     | -                | -                  | -                          | -                | -                       | 1                          |
| Glaris             | 2     | -                | 1                  | 1                          | -                | -                       | -                          |
| Zoug               | 1     | -                | -                  | 1                          | -                | -                       | -                          |
| Fribourg           | 6     | -                | -                  | 1                          | -                | -                       | 5                          |
| Soleure            | 5     | -                | -                  | 4 (+1)                     | -                | -                       | 1                          |
| Bâle Campagne      | 3     | 1 (+1)           | 0 (-1)             | 2                          | -                | -                       | -                          |
| Bâle-Ville         | 6     | 1                | -                  | 3 (+2)                     | 2                | -                       | -                          |
| Schaffhouse        | 2     | -                | -                  | 2                          | -                | -                       | -                          |
| Rhodes-Extérieures | 3     | -                | -                  | 3                          | -                | -                       | -                          |
| Rhodes-Intérieures | 1     | -                | -                  | -                          | 1                | -                       | -                          |
| Saint Gall         | 13    | 2 (+2)           | 1 (-1)             | 4 (+1)                     | -                | -                       | 6                          |
| Grisons            | 5     | -                | 0 (-1)             | 3 (+2)                     | 1 (-1)           | -                       | 1                          |
| Argovie            | 10    | -                | -                  | 7                          | 1 (-1)           | -                       | 2 (+1)                     |
| Thurgovie          | 6     | -                | 1                  | 5 (+1)                     | -                | -                       | -                          |
| Tessin             | 7     | -                | -                  | 5 (+1)                     | -                | -                       | 2                          |
| Vaud               | 14    | -                | -                  | 10 (+1)                    | 4 (+1)           | -                       | -                          |
| Valais             | 6     | -                | -                  | 1                          | -                | -                       | 5 (+1)                     |
| Neuchâtel          | 6     | -                | -                  | 5 (+1)                     | 1                | -                       | -                          |
| Genève             | 7     | 0 (-1)           | -                  | 2 (-1)                     | 4 (+3)           | -                       | 1 (+1)                     |
|                    | 167   | 7 (+3)           | 4 (-3)             | 100 (+16)                  | 20 (±)           | 1 (+1)                  | 35 (+3)                    |